# آلن والنتین
آلن والنتین (انگلیسی: Alan Valentine؛ ۲۳ فوریهٔ ۱۹۰۱ – ۱۴ ژوئیهٔ ۱۹۸۰) بازیکن راگبی ۱۵ نفره، نویسنده و رئیس دانشگاه راچستر اهل ایالات متحده آمریکا بود. وی همچنین برنده جوایزی همچون بورسیه رودز بوده است.

## زندگینامه
ولنتاین در گلن کوو نیویورک به دنیا آمد. مدرک کارشناسی خود را در کالج اسوارثمور ، مدرک کارشناسی ارشد را در مدرسه وارتون دانشگاه پنسیلوانیا ، و سپس مدرک کارشناسی ارشد خود را در کالج بالیول دانشگاه آکسفورد به عنوان محقق رودز دریافت کرد . در سال ۱۹۲۴ برای تیم راگبی قهرمان المپیک ۱۹۲۴ آمریکا بازی و مربیگری کرد. پس از بازگشت به آمریکا، او در دانشگاه خود، Swarthmore، انگلیسی تدریس کرد، سپس استاد کالج پیرسون در دانشگاه ییل ، استاد تاریخ و رئیس پذیرش شد.
ولنتاین در سال ۱۹۲۸ با لوسیا گاریسون نورتون ازدواج کرد. این زوج صاحب سه فرزند شدند.
ولنتاین در ۳۴ سالگی پیشنهاد ریاست دانشگاه روچستر را پذیرفت ، جوانترین مردی که تا به حال این پست را اشغال کرده است. در روچستر، آلن ولنتاین از سال ۱۹۳۵ تا ۱۹۴۸ با خانواده خود در خانه جورج ایستمن زندگی می کرد . وی در نوامبر ۱۹۴۹ از ریاست دانشگاه استعفا داد. 
ولنتاین در ۱۴ ژوئیه ۱۹۸۰ در مرکز پزشکی Penobscot Bay در راکلند، مین درگذشت .